# Mosquée d'Omar (Jérusalem)
Ne doit pas être confondu avec Dôme du Rocher.
Pour les articles homonymes, voir Mosquée d'Omar.
 (novembre 2013).
Si vous disposez d'ouvrages ou d'articles de référence ou si vous connaissez des sites web de qualité traitant du thème abordé ici, merci de compléter l'article en donnant les références utiles à sa vérifiabilité et en les liant à la section « Notes et références ».
La mosquée d'Omar, à proprement parler, est une mosquée portant le nom du calife Omar Ibn al-Kattâb, compagnon de Mahomet, qui se trouve juste en face de l'entrée du Saint-Sépulcre au sud de celui-ci, dans le quartier chrétien de la vieille ville de Jérusalem.
N.B. : Le dôme du Rocher est aussi appelé abusivement « mosquée d'Omar ».

## Histoire
Lorsque le calife Omar se rendit à Jérusalem, en février 638, il pria dans la cour du Saint-Sépulcre. Le fils de Saladin, Al-Afdhal Nur ad-Din Ali, éleva une mosquée en 1193 à l'endroit où il avait prié.

## Galerie

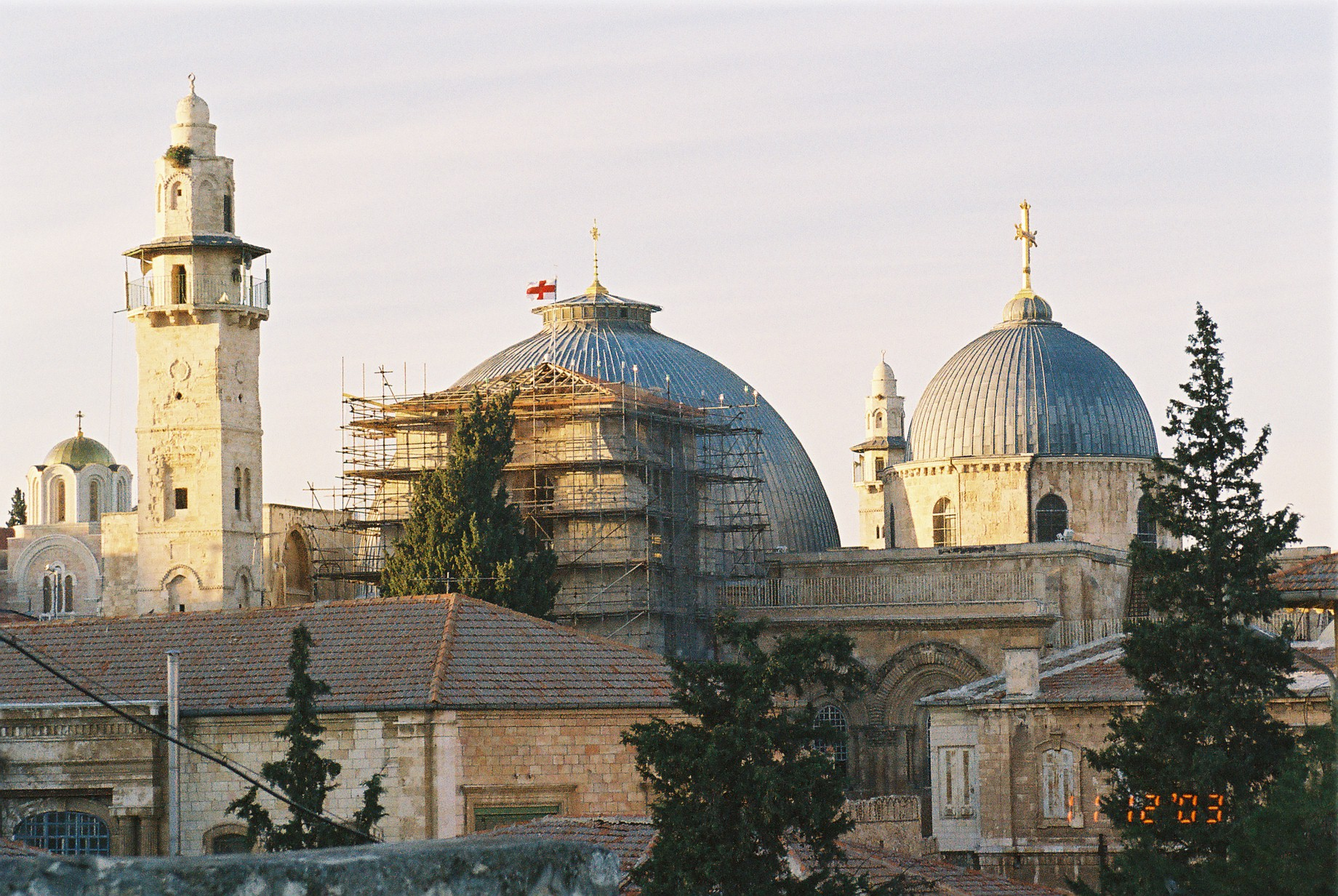
Les deux dômes du Saint-Sépulcre et le minaret de la mosquée d'Omar à gauche.
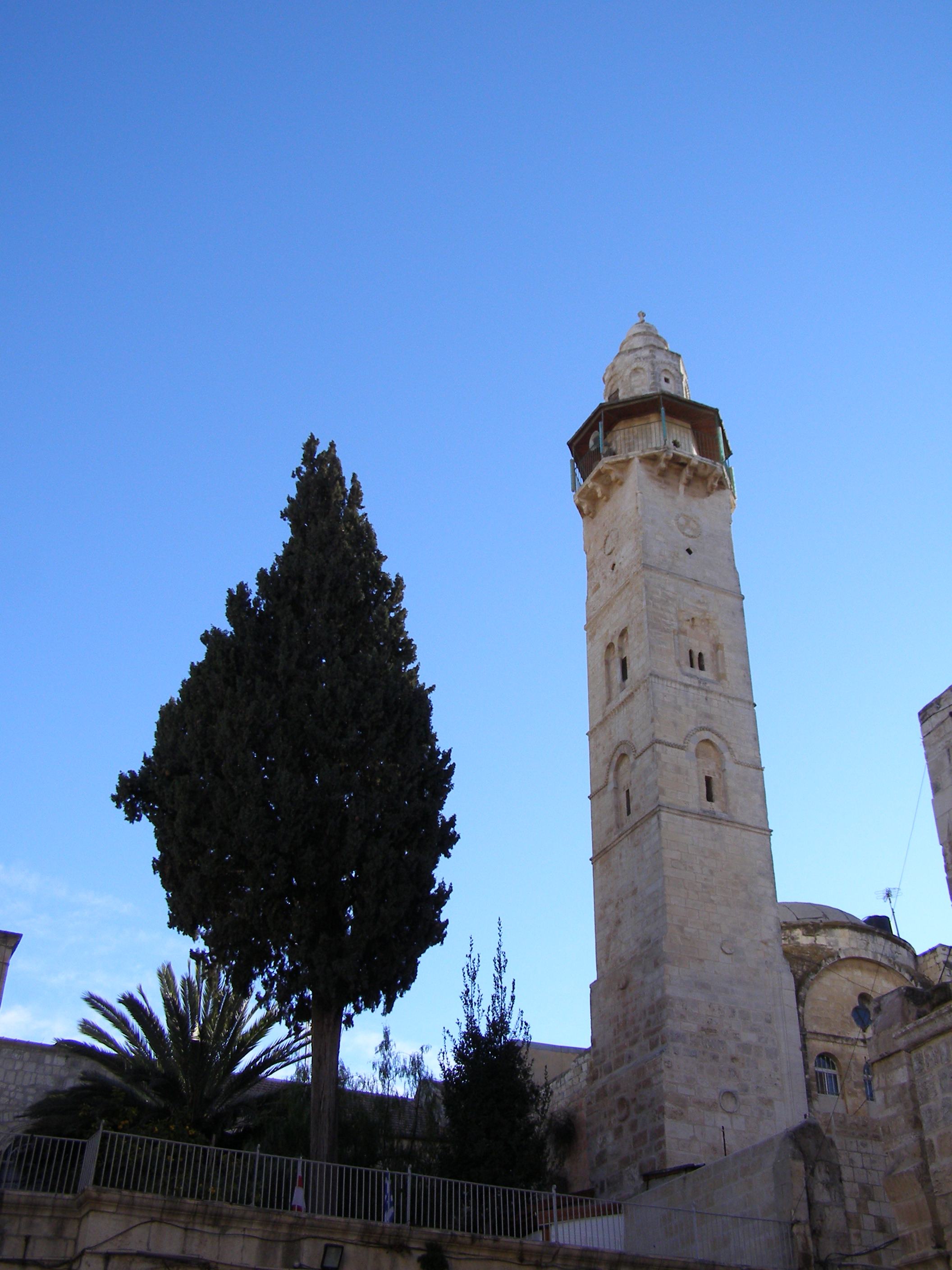
Le minaret de la mosquée d'Omar.
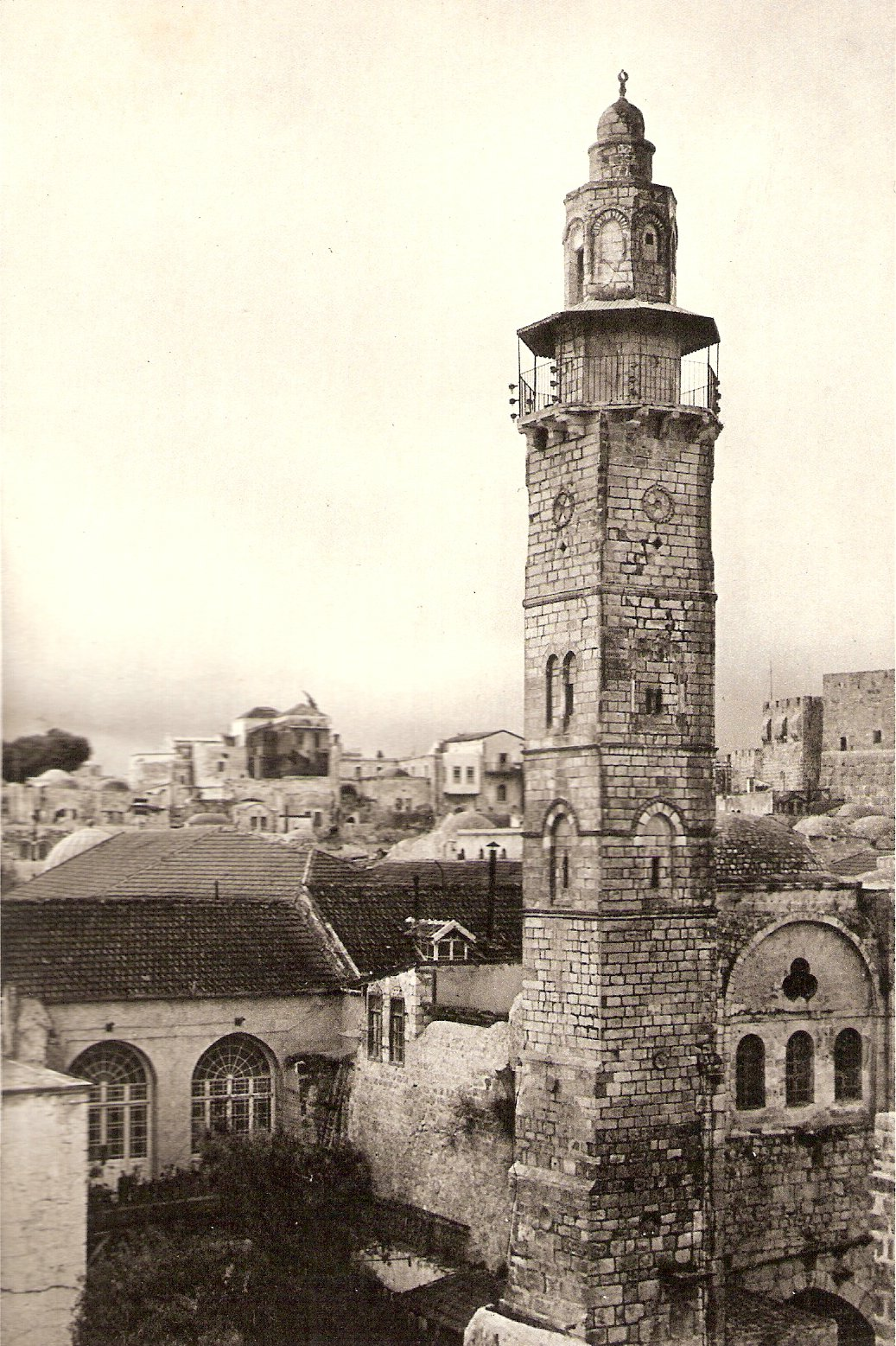
Le minaret de la mosquée d'Omar en 1925.

En regardant attentivement la première photographie, on peut apercevoir, entre les deux coupoles, un autre minaret identique, situé de l'autre côté du Saint-Sépulcre. Il s'agit de la mosquée al-Khanqah al-Salahiyya, une communauté de mystiques soufis fondée par Saladin entre 1187 et 1189. La symétrie entre les deux minarets ne peut pas être une simple coïncidence. Ils ont exactement la même forme, la même couleur, la même hauteur, et sont situés approximativement à la même distance, de part et d'autre de la tombe de Jésus-Christ, l'un au nord, l'autre au sud.